# Matías Nouet
Matías Nicolás Nouet (San Pedro, provincia de Buenos Aires, Argentina; 20 de enero de 1993) es un futbolista argentino. Juega de delantero y su equipo actual es All Boys que disputa la Primera Nacional de Argentina.

## Trayectoria
Se desempeña como delantero por afuera. Realizó las divisiones inferiores en Boca Juniors hasta Reserva y luego pasó a jugar en el ascenso.
Su primer paso por el ascenso fue en Villa Dálmine. En dicha institución permaneció dos temporadas (2014-2015). En el año 2014, el club militaba en la Primera B Metropolitana, en ese tiempo jugó 9 partidos y marcó un gol. El 8 de diciembre, Villa Dálmine vuelve a la Primera B Nacional luego de 21 años. El jugador permaneció en el club y, en su segundo año, participó en 33 partidos y anotó 6 goles.
Luego, en el año 2016 llega a Defensores de Belgrano de Villa Ramallo, club del Torneo Federal A. En dicha institución jugó 36 partidos y convirtió 9 goles.

## Clubes

### Estadísticas
- Actualizado hasta el 17 de agosto de 2025.

| Villa Dálmine Argentina | 3.ª                 | 2014                | 9   | 1  | - | - | - | - | 9   | 1  | 0.11 |
| Villa Dálmine Argentina | 2.ª                 | 2015                | 37  | 6  | 1 | 0 | - | - | 38  | 6  | 0.16 |
| Villa Dálmine Argentina | Total club          | Total club          | 46  | 7  | 1 | 0 | - | - | 47  | 7  | 0.15 |
| Defensores de Belgrano (VR) Argentina | 3.ª                 | 2016-17             | 36  | 9  | 3 | 1 | - | - | 39  | 10 | 0.26 |
| Defensores de Belgrano (VR) Argentina | Total club          | Total club          | 36  | 9  | 3 | 1 | - | - | 39  | 10 | 0.26 |
| Quilmes Argentina | 2.ª                 | 2017-18             | 13  | 0  | - | - | - | - | 13  | 0  | 0    |
| Quilmes Argentina | Total club          | Total club          | 13  | 0  | - | - | - | - | 13  | 0  | 0    |
| Flandria Argentina | 3.ª                 | 2018-19             | 35  | 1  | - | - | - | - | 35  | 1  | 0.03 |
| Flandria Argentina | 3.ª                 | 2019-20             | 21  | 3  | - | - | - | - | 21  | 3  | 0.14 |
| Flandria Argentina | 3.ª                 | 2020                | 5   | 0  | - | - | - | - | 5   | 0  | 0    |
| Flandria Argentina | 3.ª                 | 2021                | 33  | 12 | - | - | - | - | 33  | 12 | 0.36 |
| Flandria Argentina | Total club          | Total club          | 94  | 16 | - | - | - | - | 94  | 16 | 0.17 |
| Gimnasia y Esgrima (M) Argentina | 2.ª                 | 2022                | 37  | 2  | 1 | 0 | - | - | 38  | 2  | 0.05 |
| Gimnasia y Esgrima (M) Argentina | 2.ª                 | 2023                | 29  | 5  | 1 | 0 | - | - | 30  | 5  | 0.17 |
| Gimnasia y Esgrima (M) Argentina | Total club          | Total club          | 66  | 7  | 2 | 0 | - | - | 68  | 7  | 0.1  |
| Brown de Adrogué Argentina | 2.ª                 | 2024                | 27  | 4  | - | - | - | - | 27  | 4  | 0.15 |
| Brown de Adrogué Argentina | Total club          | Total club          | 27  | 4  | - | - | - | - | 27  | 4  | 0.15 |
| Deportivo Madryn Argentina | 2.ª                 | 2025                | 6   | 0  | 1 | 0 | - | - | 7   | 0  | 0    |
| Deportivo Madryn Argentina | Total club          | Total club          | 6   | 0  | 1 | 0 | - | - | 7   | 0  | 0    |
| All Boys Argentina | 2.ª                 | 2025                | 8   | 1  | - | - | - | - | 8   | 1  | 0.13 |
| All Boys Argentina | Total club          | Total club          | 8   | 1  | - | - | - | - | 8   | 1  | 0.13 |
| Total en su carrera | Total en su carrera | Total en su carrera | 296 | 44 | 7 | 1 | - | - | 303 | 45 | 0.15 |
| (1) Las copas nacionales se refiere a la Copa Argentina. (2) Las copas internacionales se refiere a la Copa Libertadores y a la Copa Sudamericana. (3) Media de goles por encuentro. No incluye goles en partidos amistosos. |                     |                     |     |    |   |   |   |   |     |    |      |